# كاتي هينان
كاتي هينان (بالإنجليزية: Katie Heenan)‏ هي لاعبة جمباز فني أمريكية، ولدت في 26 نوفمبر 1985 في إنديانابوليس في الولايات المتحدة.